# Яворівська сільська рада (Піщанський район)
| Яворівська сільська рада — сільська рада у складі Піщанського району Вінницької області з адміністративним центром у с. Яворівка. Сільській раді підпорядковані населені пункти: - с. Яворівка |

## Склад ради
Рада складається з 14 депутатів та голови.

## Керівний склад сільської ради
| ПІБ                        | Основні відомості                                                         | Дата обрання | Дата звільнення |
| -------------------------- | ------------------------------------------------------------------------- | ------------ | --------------- |
| Сторожук Микола Степанович |                                                                           |              | 31.10.2010      |
| Шахрай Володимир Пилипович | Сільський голова, 1961 року народження, освіта вища, член Партії регіонів | 31.10.2010   |                 |

Примітка: таблиця складена за даними джерела